# Церква святих апостолів Петра і Павла (Папірня)
Церква святих апостолів Петра і Павла в Папірні — парафія і храм Теребовлянського благочиння Тернопільської єпархії Православної церкви України в селі Папірня Тернопільського району Тернопільської области.

## Історія церкви
За спогадами парафіян, будівництво церкви розпочалося у 1902 році. Богослужіння проводили священники з села Кобиловолоки.
До 1989 року церква була закрита. У день її відкриття Службу Божу відправив священник Василій Клим разом з іншими священниками.
У 2001 році перекрили частину церкви, а у 2004 році її поштукатурили.
У селі є 7 фігур Богородиці та 3 хрести. У самій церкві зберігається ікона Божої Матері, передана з костелу в 40-х роках XIX століття. На церковному подвір'ї розташована фігура Божої Матері, подарована родиною Ланчишин.
У жовтні 2008 року відбулася візитація єпископа Тернопільського і Бучацького Нестора.

## Парохи
- о. Стефан Горинь (1946—1953),
- о. Іван Збаращук (1953—1961),
- о. Василій Клим (1962—1990),
- о. Богдан Калинюк (1991—1996),
- о. Василь Олійник (з 1996).